# Zao Wou-Ki
Pour les articles homonymes, voir Zao.
Zao Wou-Ki (Zao, de son nom, Wou-Ki ou Wou-ki de son prénom ; chinois simplifié : 赵无极 ; chinois traditionnel : 趙無極 ; pinyin : Zhào Wújí), né le 1er février 1920 à Pékin, et mort le 9 avril 2013  à Nyon, est un peintre et graveur chinois naturalisé français en 1964.
Il est rattaché, dans les années 1950, à la nouvelle École de Paris, puis à l'abstraction lyrique avant de devenir, selon la définition de Claude Roy :

« ...Un grand peintre qui poursuit dans son œuvre une dizaine au moins de grands siècles de l'art chinois, et qui est un des meilleurs peintres modernes de l'Occident. »

Son œuvre est vaste. Elle comprend les peintures réalistes de ses premiers tableaux qui sont surtout des portraits, quelques natures mortes et des paysages (1935-1949), ainsi que des huiles sur toiles de grands formats inspirées de Paul Klee qui tendent vers l'abstraction à partir des années 1950, puis l'abstraction lyrique dans les années 1960, des encres de Chine, des calligraphies.
Apprécié en Occident, ami de Pierre Soulages, de Joan Miró, de Henri Michaux, il est reconnu par son propre pays à partir de 1983. À cette date, il est accueilli à Pékin où ses œuvres sont exposées au Musée national de Chine.
La France lui a rendu hommage à plusieurs reprises. Il a été nommé grand Officier de la Légion d'honneur, commandeur de l'ordre national du Mérite, officier des Arts et des Lettres, et en 1995, il créa une œuvre originale lorsque la Poste a émis un timbre-poste en son honneur.

## Biographie

### Enfance et jeunesse en Chine

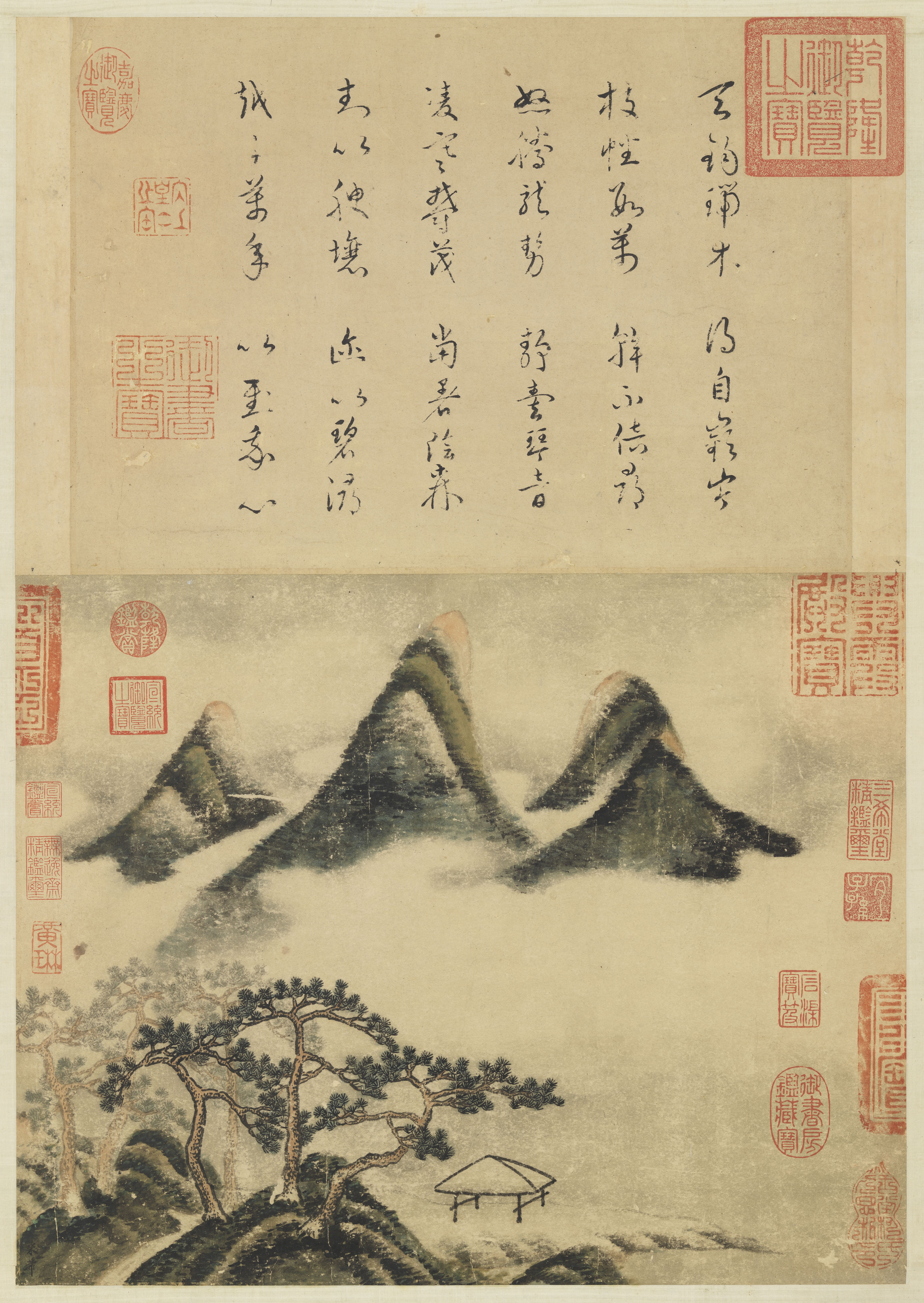
Peinture sur soie attribuée à Mi Fu (1051-1107). Une autre peinture attribuée à cet auteur faisait partie du trésor familial des Zao.

Peinture de Zhao Mengfu (1254-1322). Une autre peinture attribuée à cet auteur faisait partie du trésor familial des Zao.

Six mois après la naissance de Zao Wou-Ki, son père, banquier, s'installe à Nantung (Nantong), au nord de Shanghai. Zao Wou-Ki y fait ses études primaires et ses études secondaires jusqu'en troisième année. Sa famille est une très ancienne famille dont l'origine remonte à la Dynastie Song Xe – XIIe siècle. Il est l'aîné de sept enfants, tous des intellectuels, dont un (Chao Wu-Wai) ira vivre aux États-Unis tandis que les autres resteront en Chine.
Chaque année, pour célébrer l'anniversaire des ancêtres, on expose le trésor familial qui se compose de deux peintures : l'une de Zhao Mengfu (1254-1322), l'autre de Mi Fu (1051-1107). Encore aujourd'hui Wou-Ki considère Mi Fu comme l'un des plus grands des peintres chinois parce que « C'est avant tout un peintre qui regarde autrement, un grand calligraphe. » Il pense aussi qu'il n'aurait sans doute pas été peintre si son milieu familial ne l'y avait pas prédisposé et que s'il avait été meilleur en mathématiques, il serait devenu médecin. Le père de Wou-Ki est en tout cas très heureux que son fils ne souhaite pas être banquier.
Élève très doué, passionné de littérature, Wou-Ki dessine et peint dès l'âge de dix ans. Sa famille ne décourage pas le garçon de poursuivre dans cette voie, sauf lorsqu'il lui prend la fantaisie de peindre ses motifs sur les assiettes familiales datant du XIIe siècle. Son grand-père lui apprend à observer et apprécier la calligraphie à laquelle il accorde une très grande importance parce qu'il la considère comme un art, et non pas seulement comme une technique, parce qu'elle transmet une émotion. L'aïeul calligraphie lui-même au dos de chaque feuille des notes et des dessins représentant le sujet que désigne chaque caractère.
En 1935, Zao Wou-Ki entre, à quatorze ans, à l'école des beaux arts de Hangzhou après avoir réussi l'examen d'entrée qui consiste à dessiner une statue grecque d'après moulage. Il étudie pendant six ans le dessin d'après des plâtres puis des modèles, la peinture à l'huile, la peinture traditionnelle chinoise par des copies et, de façon plus théorique, la perspective à la manière occidentale et la calligraphie. Ce n'est qu'en sixième année que les élèves abordent la peinture à l'huile. Mais l'élève n'attend pas qu'on lui donne des cours et il s'exerce chez lui en faisant des paysages et des portraits de sa sœur. Les professeurs de l'école des beaux-arts de Hangzhou sont en majorité chinois mais il y a aussi des enseignants venus de l'Académie royale des beaux-arts de Bruxelles. Certains professeurs chinois ont été formés aux Beaux-Arts de Paris. À la suite de l'occupation de la Chine par les Japonais, l'école des beaux-arts de Hangzhou déménage en 1938 pour s'installer à Chongqing (ou Tchoung-King), elle ne reviendra dans sa ville initiale qu'en 1946 après la Reconquête chinoise de 1945.
Très vite, Zao Wou-Ki ressent le besoin de s'éloigner de la peinture traditionnelle ou académique, et il a envie de chercher ailleurs une autre forme d'inspiration. Nommé assistant dans son école en 1941, le peintre présente sa première exposition à Chongqing et c'est son père qui lui achète sa première œuvre. Zao Wou-Ki juge ainsi ses premières œuvres « ... en réalité les tableaux que j'avais exposés étaient très influencés par Matisse et Picasso ». Il s'inspire de la peinture française à partir de cartes postales que son oncle lui rapporte de Paris, ou bien des pages des journaux reproduisant des peintures qu'il découpe dans des revues (Life, Harper's Bazaar, Vogue). Il est donc d'une certaine manière en contact avec Paul Cézanne, Amedeo Modigliani, Auguste Renoir. Les solutions aux problèmes qu'il se pose sont chez ces maîtres, principalement Cézanne et Matisse, et non plus dans la peinture traditionnelle chinoise ou dans la peinture académique européenne.
En 1942, c'est lui qui organise au Musée national d'histoire naturelle de Chongqing, une exposition avec des œuvres de Lin Fengmian, de Guan Liang, de Ding Yanyong, de Li Zhong-Sheng, d'inspiration surréaliste, et quelques-unes de lui-même.
En 1946, il accompagne le retour de son école à Hangzhou. À 27 ans, en 1947, avec l'autorisation de son père, le peintre quitte son pays après une exposition personnelle à Shanghai. Il considère qu'il n'en est encore qu'au stade de l'apprentissage. Il s'embarque à Shanghai avec sa première femme Lan-Lan (dont il dit plus tard : « Lan-Lan était musicienne de formation, puis s'était mise à la peinture. (...) Lorsque nous nous sommes mariés, j'avais dix-sept ans, elle en avait seize. Nous étions beaucoup trop jeunes... ») le 26 février 1948. Le couple débarque à Marseille plus d'un mois plus tard.

### La France et l'Europe
Arrivé à Paris le 1er avril, Zao Wou-Ki s'installe dans le quartier du Montparnasse, dans un petit atelier rue du Moulin-Vert voisin de celui d'Alberto Giacometti. Il apprend le français à l'Alliance française, fréquente l'académie de la Grande Chaumière où il suit les cours d'Othon Friesz. Il dira quelques années plus tard (1976) que c'est à Paris qu'il a trouvé sa véritable personnalité. Il a choisi de s'y installer à cause de l'impressionnisme, pour lequel il éprouve une tendresse particulière. Ses amis sont à ce moment-là Norman Bluhm, Jean-Paul Riopelle, Nicolas de Staël, Sam Francis, Pierre Soulages, Maria Helena Vieira da Silva, Hans Hartung artistes venus de différents lieux géographiques (Canada, États-Unis, Portugal, Allemagne) qui se retrouvent à la galerie Nina Dausset, rue du Dragon.
Dès 1949, Zao Wou-Ki remporte le premier prix d'un concours de dessin dont le jury est composé de André Lhote et Marcel Gromaire. Il reçoit comme récompense une Histoire de la peinture occidentale éditée par Albert Skira. Sa première exposition parisienne, préfacée par Bernard Dorival (" Il a été le premier qui ait su définir l'esprit de ma peinture. Il m'arrive de relire cette petite préface et je suis toujours ému de cette sollicitude") a lieu la même année à la galerie Greuze, mais le jeune artiste a déjà été exposé en 1946 au musée Cernuschi par Vadime Elisseeff (fils de Serge Elisseeff) qui avait ramené de son voyage en Chine une vingtaine de ses toiles. À l'imprimerie Desjobert il apprend les techniques de la lithographie. En 1950, c'est le galeriste Pierre Loeb qui vient visiter l'atelier du peintre, amené par Henri Michaux qui deviendra un ami proche. Le peintre travaille pour Loeb à partir de cette date jusqu'en 1957. Cette même année, Zao Wou-Ki participe au Salon de mai où il va exposer jusqu'en 1978 et présente ses premières lithographies à la galerie La Hune.
Une exposition de gravures organisée par l'éditeur, critique d'art et collectionneur suisse Nesto Jacometti à Berne et à Genève en 1951 permet à Zao Wou-Ki de découvrir Paul Klee. Pour lui, à Berne, une porte va s'ouvrir :

« Klee va être un médiateur, un recours merveilleux contre deux périls qui menacent alors le jeune artiste : rester un peintre enraciné à l'excès dans l'admirable passé de son peuple, ou se trouver agressivement détachés de celui-ci, européanisé, et peut-être par là même, dénaturé. »

— Claude Roy
Car Klee aborde la peinture avec une attitude intérieure analogue à celle des peintres d'Extrême-Orient sans avoir jamais connu la Chine. C'est sa démarche que Zao Wou-Ki va suivre, et que l'on retrouve dans certains de ses tableaux notamment à Venise avec le tableau Piazza. À Anvers en 1952, et aux corridas espagnoles à la fin de la même année. Zao Wou-Ki cherche à interpréter la nature. Dans la peinture, la couleur crée un espace féerique où les fonds poncés et grattés, les dégradés de nuances rappellent les paysagistes Song. Et sur ces fonds, le peintre trace des signes, notamment le caractère-idéogramme qui se souvient du vol de la gondole à la surface de la Lagune. À la même époque, il commence à faire des marines.
Régulièrement exposé à Paris à partir de 1952, puis en Suisse, à Bâle, et à Lausanne, aux États-Unis à Washington et Chicago, à New York où Henri Michaux écrit la préface du catalogue de l'exposition à la galerie Birch, Zao Wou-Ki est maintenant internationalement reconnu. Roland Petit fait en 1953 appel à lui pour les décors du ballet La Perle sur un thème de Louise de Vilmorin, musique de Claude Pascal, chorégraphie de Victor Gsovsky. C'est à cette époque qu'apparaît une métamorphose de son art qui déroute les collectionneurs : « Ma peinture devient illisible. Natures mortes et fleurs n'existent plus. Je tends vers une écriture imaginaire, indéchiffrable », se souvient-il en 1976. Durant plus d'un an son marchand ne vend aucune toile. Le 22 novembre 1954 s'ouvre au Cincinnati Art Museum une rétrospective de l'œuvre gravé du peintre dont Nesto Jacometti publie le catalogue raisonné. À partir de 1955, Gildo Caputo et Myriam Prévot voient en lui « l'un des tenants de l'abstraction lyrique qu'ils défendaient déjà du temps de la galerie Drouin et de la galerie Billiet-Caputo. »
Zao Wou-Ki se lie en 1955 avec Edgard Varèse auquel il dédie un tableau en 1964. Jean Leymarie raconte que le peintre devient « dès sa fondation à l'automne 1954, un des grands habitués du Domaine musical régi par Pierre Boulez en 1954 et en décembre de la même année, il assistait à l'exécution tumultueuse de Déserts, le morceau de Varèse où les intervalles de silence ont autant de force que le paroxysme sonore. Le peintre éprouve pour ce musicien une affectueuse vénération dont l'envergure sonore a retenti sur son œuvre. »

### Reconnaissance internationale

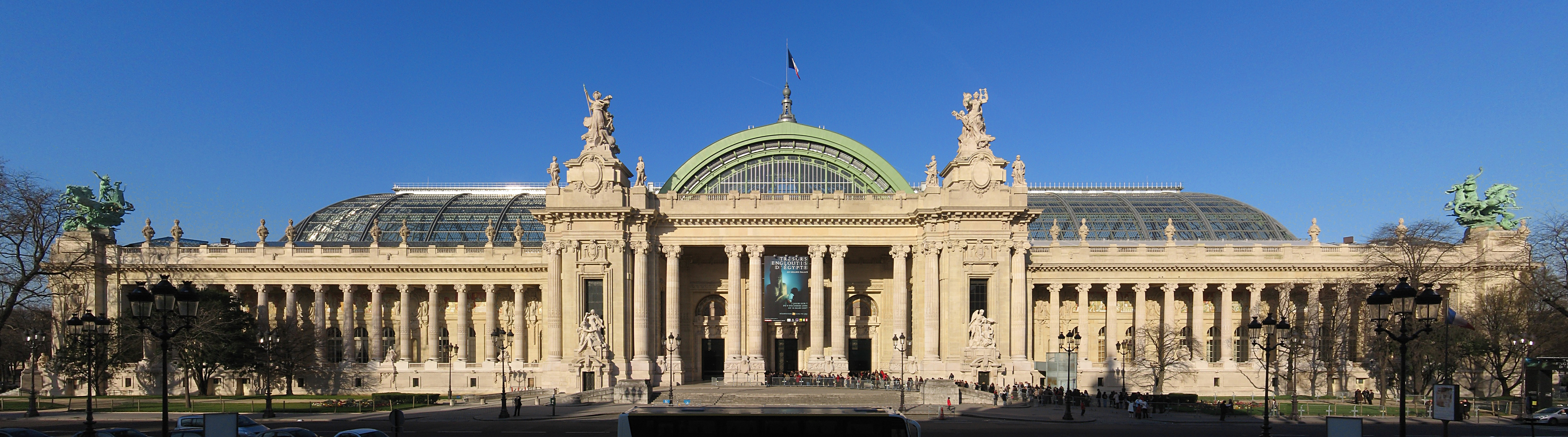
Grand Palais à Paris.

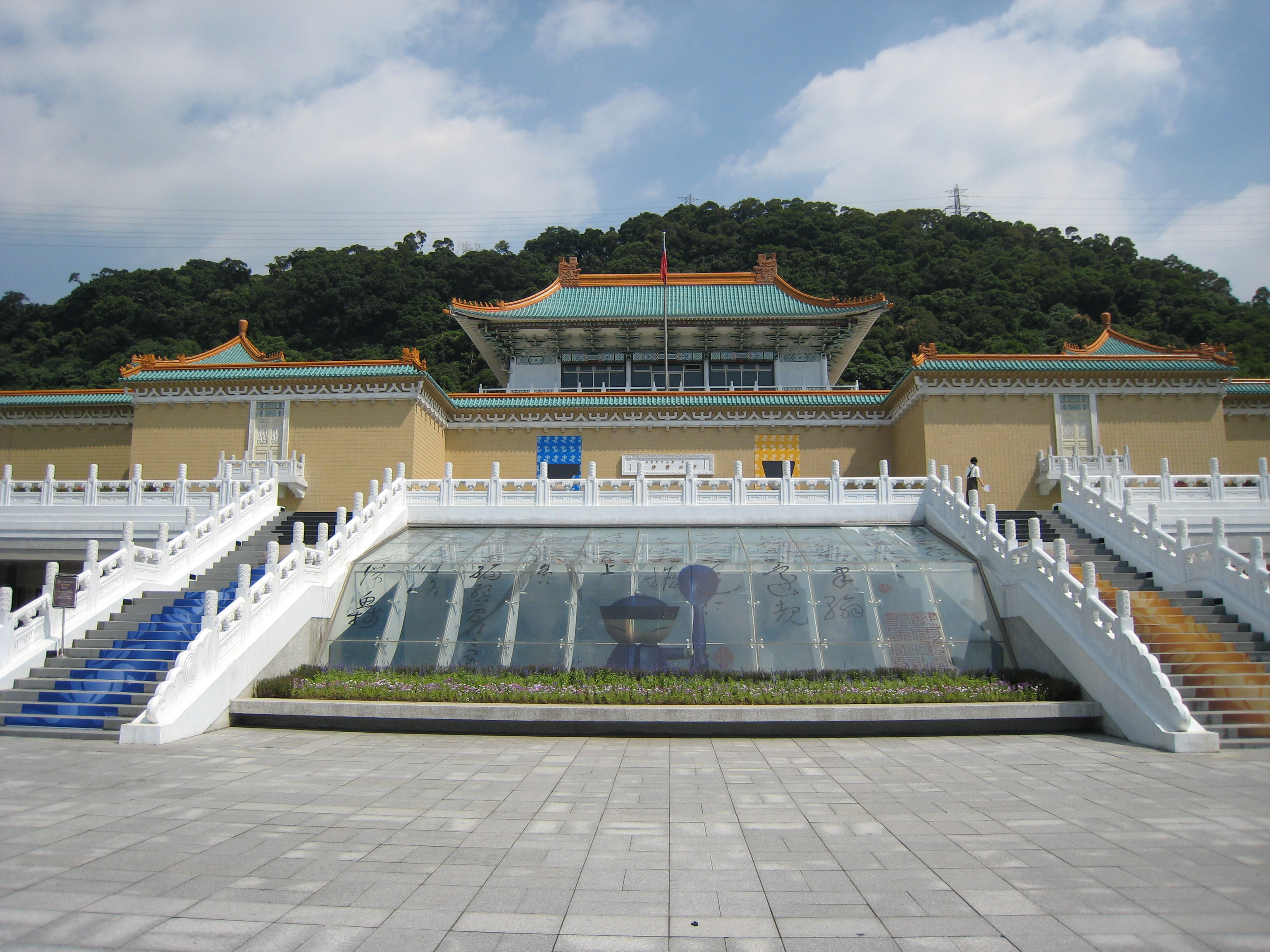
Musée national du Palais à Taipei.

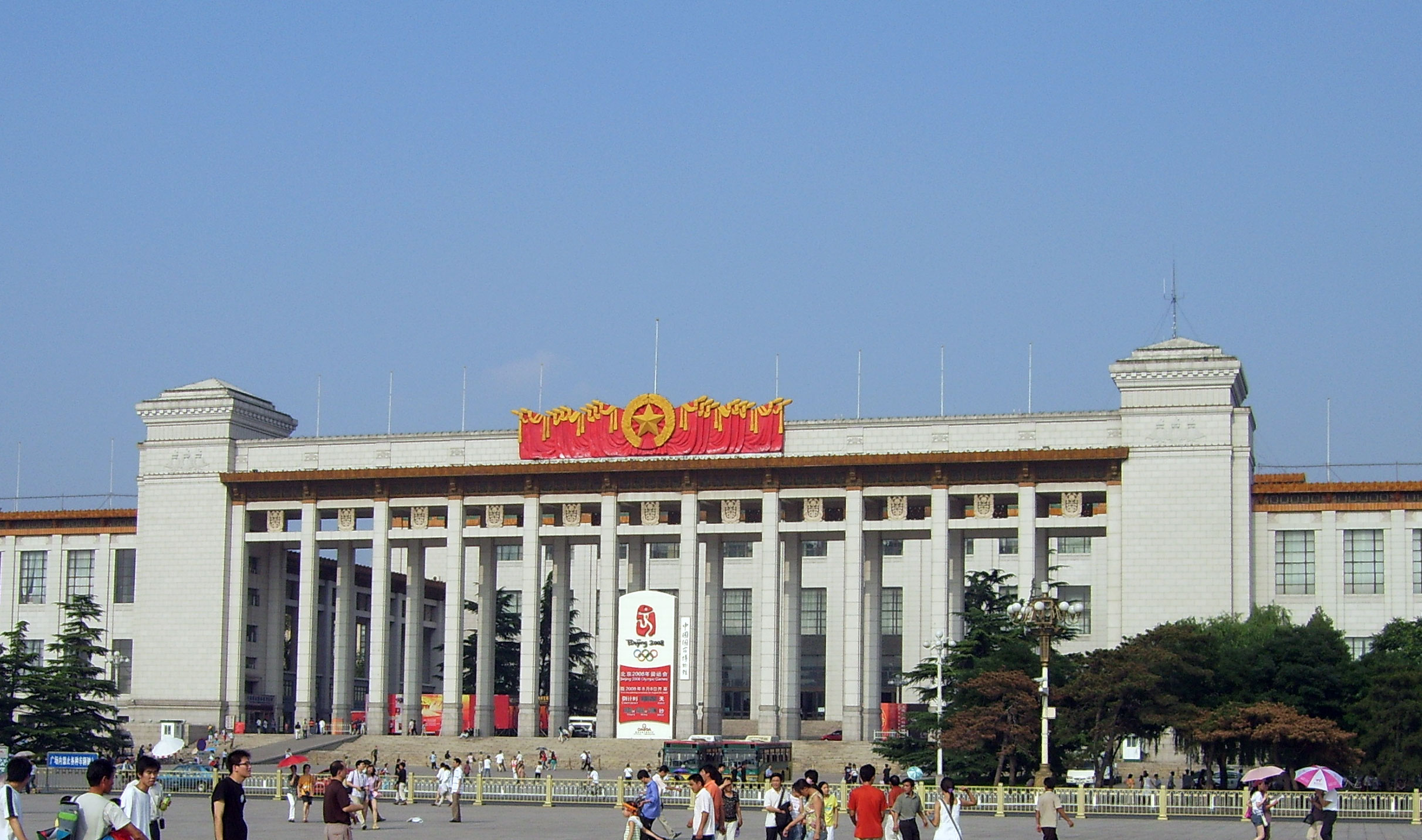
Musée national de Chine où Zao Wou-ki a été exposé en 1983

Pour surmonter l'épreuve que représente sa rupture avec sa première épouse Lan Lan au début 1957, le peintre parcourt le monde jusqu'en 1959. Il va à New York où réside son frère et il rencontre des artistes de l'école de New York qui deviendront des amis, notamment Franz Kline, Hans Hofmann, Adolph Gottlieb, William Baziotes et bien d'autres. Il apprécie la fraîcheur de cette peinture américaine spontanée. Puis avec Pierre et Colette Soulages, il visite un grand nombre de musées (San Francisco, Chicago, Washington, D.C.), très étonné d'y trouver tant de peintures françaises. Son périple voyageur le conduit ensuite au Japon à Tokyo, puis à Hong Kong. C'est là qu'il rencontre en 1957 celle qui va devenir sa deuxième épouse : Chan May Kan.
En 1957, quand il fait un court retour à Paris, le marchand d'art américain Samuel Kootz, qu'il a rencontré à New York vient visiter son atelier et le prend sous contrat. Il expose le peintre dans sa galerie jusqu'en 1967, date de sa fermeture. La même année, l'artiste est aussi sous contrat avec la Galerie de France dirigée par ses amis Gildo Caputo et Myriam Prévot. À partir de 1959, Zao Wou-ki se rend désormais chaque année à New York pour les expositions de ses œuvres chez Kootz, et il décide de changer d'atelier, le sien étant désormais trop étroit. Il s'installe rue Jonquoy dans un entrepôt transformé par l'architecte Georges Johannet qui a aussi réalisé l'atelier voisin de Vieira da Silva.
En 1964, il obtient la nationalité française grâce à André Malraux. Plus tard, Georges Pompidou possède une toile de lui dans son bureau.
L'atelier proprement dit ne possède pas de fenêtres, la lumière vient du toit. Le bâtiment est très élaboré avec deux corps de bâtiments, un jardin, un bassin, des arbres et des sculptures. Dans ce lieu, le peintre illustre en 1962 La Tentation de l'Occident de André Malraux. C'est à cette occasion qu'il fait la connaissance de l'écrivain qui est aussi ministre de la culture, et grâce à qui il obtient la citoyenneté française. Dans les années 1970, il créera plusieurs décors pour un service de table réalisé à la Manufacture de Sèvres et destiné au Ministère des Affaires Culturelles. Il poursuit son œuvre illustrée avec des textes d'Arthur Rimbaud, Saint-John Perse. Il cesse de voyager pour s'occuper de sa deuxième épouse May Zao, de santé psychologique précaire, sujette à des rechutes, et il se réfugie dans son travail. Il ne fait que de courtes incursions hors de son atelier : à Dublin, Montréal, aux États-Unis, au Mexique. Pendant le Festival de Salzbourg, il est nommé professeur dans un séminaire municipal fondé par Oskar Kokoschka. Mais sa femme étant de plus en plus souffrante, il se remet à peindre des encres de Chine à cause, dit-il de leur plus grande facilité d'exécution. May Zao meurt le 10 mars 1972 : « Sur sa vie soudain elle passe le buvard », écrit Henri Michaux.
À la fin du même mois, le peintre part pour la Chine où les artistes réalistes socialistes tiennent le haut du pavé et où Zao Wou-Ki est considéré comme un peintre « déviant ». Sa jeune sœur Wou-She, maoïste convaincue, se demandait, à l'âge de douze ans, si « la peinture de Zao Wou-Ki servait le peuple. » Le peintre retourne dans son pays en 1975 auprès de sa mère malade, en 1983 pour une exposition au Musée national de Pékin, et avec Françoise Marquet en 1985, « avec l'espoir que le communisme et Mao rendraient la dignité à son pays », bien que son père se soit suicidé pendant la révolution culturelle.
Dans les années '70, il fréquente la galerie Alphonse Chave à Vence (Alpes-Maritimes) où il continue la lithographie avec Pierre Chave.
C'est en 1971 qu'il rencontre Françoise Marquet, alors qu'elle vient de passer le concours de conservateur des musées de la Ville de Paris. Elle publiera Zao Wou-Ki, estampes, 1938-1974 avec une préface de Roger Caillois. Zao Wou-Ki l'épouse en 1975. Françoise Marquet l'aide à rédiger ses souvenirs après son retour en Chine. C'est un texte en forme de récit dans lequel il raconte qu'au moment de son retour en Chine « mon père aurait apprécié que je ne tienne pas compte des souffrances endurées par ma famille pendant ces deux années de révolution culturelle, et que je puisse aider la Chine un tant soit peu. »
En 1977, il acquiert un grand atelier dans le Loiret, qui lui permet d’expérimenter et de produire des œuvres plus ambitieuses, dont des polyptyques
En 1981 une grande rétrospective de son œuvre est présentée aux Galeries nationales du Grand Palais à Paris, sous le commissariat de Jean Leymarie. L’exposition sera reprise dans cinq musées japonais, à Hong Kong, puis à Singapour.
Zao Wou-Ki exécute aussi des œuvres monumentales sur commande. La première est réalisée en 1983 à la demande de I.M. Pei pour L'Hôtel des collines parfumées, situé à 30 km de Pékin que l'architecte vient d'achever. L'œuvre se compose de deux panneaux à l'encre de Chine de 2,80 × 3,60 m. La deuxième est une mosaïque de 2 × 10 m pour le lycée Honoré-de-Balzac de Mitry-Mory construit par l'architecte Roger Taillibert. L'aquarelle de Zao Wou-Ki est transposée en une mosaïque de 8 panneaux par Nora Vitorge-Cassin en 1984.

### La consécration
À partir des années 1980, et avant-même son retour en Chine, le talent du peintre a été reconnu et consacré dans plusieurs pays d'Europe ainsi qu'aux États-Unis et au Mexique. Considéré, selon Daniel Marchesseau comme « peintre universel », il a déjà été exposé à Barcelone, peu après avoir rencontré Joan Miró lors de l'exposition Hommage à Joan Miró à Madrid. La galerie Pierre Matisse de New York l'expose à son tour et c'est l'architecte Ieoh Ming Pei qui fait la préface du catalogue. On retrouve le peintre au Grand Palais à Paris, à l'institut de France à Athènes. Il est reconnu par son propre pays vers 1983 : à cette date, il est accueilli à Pékin où ses œuvres sont exposées au Musée national de Chine. Il l'est ensuite à Tokyo, à la Fuji Television Gallery.
Son Autoportrait, rédigé avec l'aide de Françoise Marquet paraît aux éditions Fayard, tandis que Claude Roy publie sa biographie en forme de catalogue raisonné. De très nombreux ouvrages paraissent entre 1986 et 1989 sur le peintre. Sur commande de l'État français, en 1989, Zao Wou-Ki réalise une fresque murale pour un édifice scolaire réalisé par l'architecte Roger Taillibert. L'œuvre se compose de 9 panneaux qui se déplient comme un livre d'images.

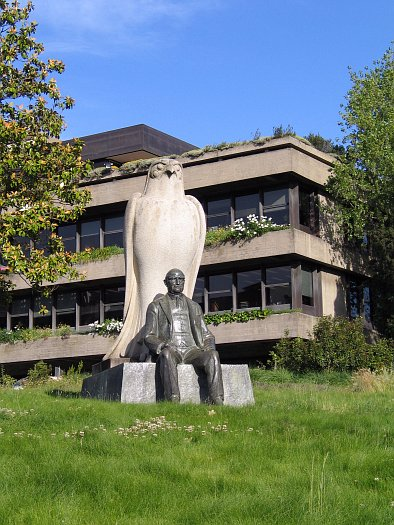
Fondation Calouste-Gulbenkian de Lisbonne qui a présenté une rétrospective Zao-Wou-Ki en 1992

La liste des villes où ses peintures sont exposées est longue : Genève, Aix-en-Provence, Lisbonne (Fondation Calouste-Gulbenkian), le Musée national du Luxembourg, à Tours, Amsterdam, Arras (Centre Culturel Noroît), puis Xi'an, Pékin, Hong Kong où il est nommé Docteur honoris causa de l'université. En France il est promu en 1993 au grade de commandeur de la Légion d'honneur et reçoit la Médaille de Vermeil de la Ville de Paris. En 1994, à Taipei, une rétrospective de ses œuvres (de 1935 à 1992) est organisée au Taipei Fine Arts Museum, le commissaire de l'exposition est l'historien d'art Patrice Bachelard.
De 1993 à 1994, Zao Wou-Ki a été présenté successivement : à la FIAC par la galerie Thessa Herold en 1993 : Henri Michaux /Zao Wou-Ki : Pas de barbare en Asie; à la galerie Sapone de Nice; à New York où il reçoit le Praemium Imperiale - Award of Painting, organisé par le groupe Fuji, puis à Tokyo où il reçoit ce prix des mains de l'Empereur du Japon Sa Majesté Akihito et de son épouse l'Impératrice Michiko Shōda.
Il illustre également le livre de Yves Bonnefoy 24 sonnets de Shakespeare.
Pierre Daix publie aux éditions Ides et Calendes de Neuchâtel une monographie de l'artiste présentée à la galerie Thessa Herold en même temps qu'une exposition de peintures, aquarelles, et encres de Chine de Zao Wou-Ki.
Jusqu'en 1998, date de son retour en Chine à Shanghai, les travaux de Zao Wou-Ki sont exposés en Espagne, à Saragosse, à Taïwan; à New York : Hommage à Pierre Matisse, avec des textes de Maria Gaetana Matisse et Ieoh Ming Pei) à la galerie Jan Krugier.
À Paris, pour fêter les cinquante années parisiennes du peintre, la galerie Thessa Herold expose des peintures récentes avec un catalogue préfacé par Yves Bonnefoy et intitulé La Pensée de Zao Wou-Ki, avec les textes écrits par l'artiste depuis 1948.

### Bataille juridique autour d'un artiste malade
Zao Wou-Ki a eu un fils, Zhao Jia-ling, d'une première union, une fille, Sin-May Roy, de la deuxième. Il était marié depuis 1977 à Françoise Marquet, ancienne conservatrice au musée d'Art moderne et au Petit Palais. Après avoir longtemps vécu à Paris, le couple s'est installé en 2012 à Dully, en Suisse, au bord du lac Léman. Ils ont également possédé un château dans le Loiret (le château de Gaudigny à Egry) et une villa à Ibiza.
Zao Wou-Ki était atteint de la maladie d'Alzheimer depuis 2006 environ, selon une expertise neurologique, et en 2012, son fils, Zhao Jia-ling, conteste le déplacement de son père et des toiles de son atelier en Suisse, selon Le Journal des arts. Il accuse sa belle-mère, Françoise Marquet, de vouloir accaparer l'œuvre de son mari. Il demande une mise sous tutelle de son père, demande « rejetée par le tribunal d'instance de Paris qui s'est déclaré incompétent. […] Françoise Marquet elle-même a demandé une mise sous tutelle de son mari dans le canton de Vaud. […] Une plainte pour abus de faiblesse, déposée en France contre X, a été classée sans suite. » Toujours selon Le Journal des arts, Françoise Marquet a créé à Genève la Fondation Zao Wou-Ki pour promouvoir l'œuvre de son mari,.
Mort le 9 avril 2013, il est enterré le 16 avril 2013 au cimetière du Montparnasse. Dominique de Villepin, ancien Premier ministre, et Claude Martin, Ambassadeur de France, lui rendent hommage à cette occasion.

## Œuvre

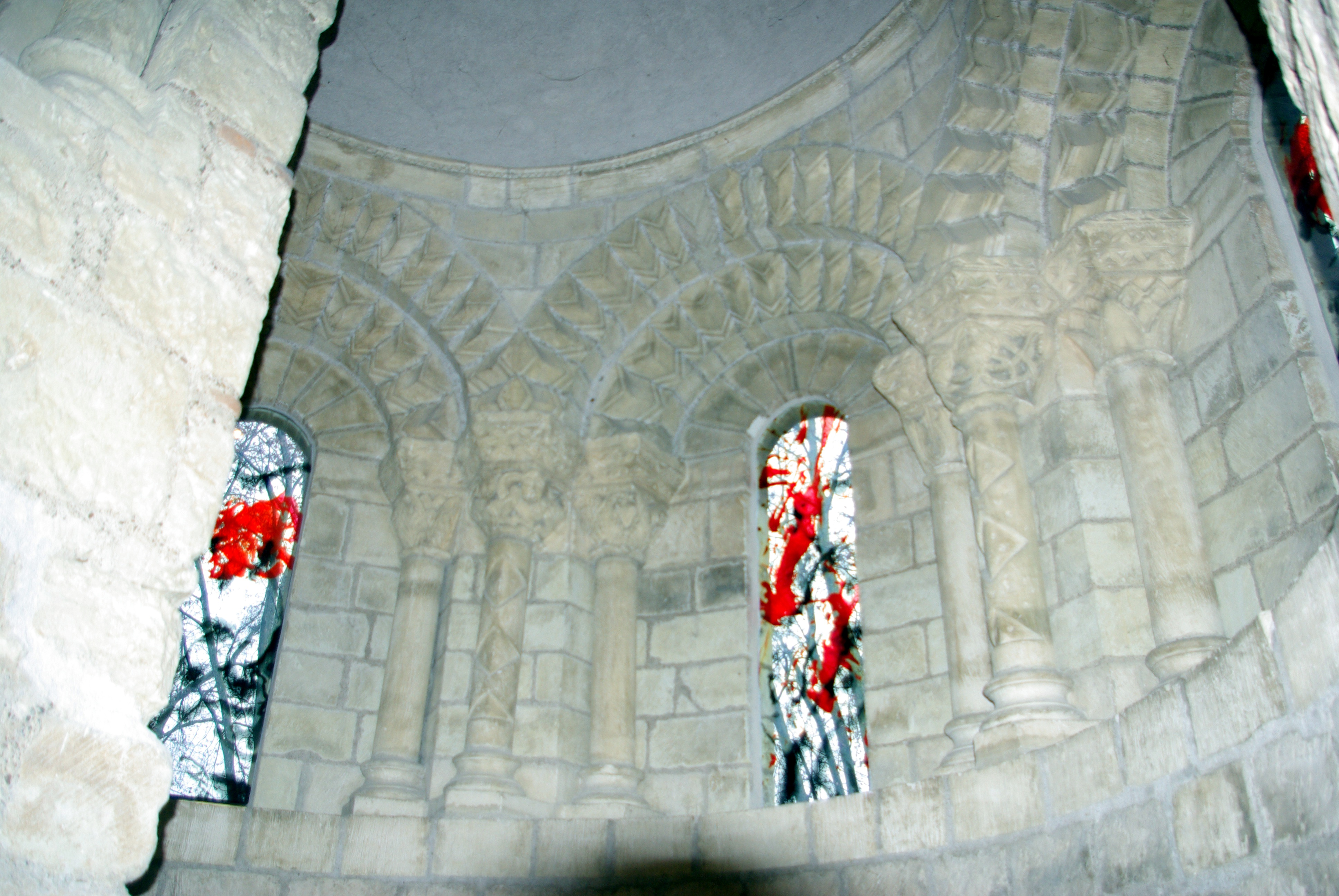
Deux des vitraux réalisés pour le réfectoire du prieuré de Saint-Cosme.

La culture dont a été imprégné Zao Wou-Ki, dans sa famille et par sa formation, l'a ouvert à l'immense tradition de l'art chinois, comme élément central de la culture des lettrés, au début du XXe siècle. Mais son évolution au contact d'artistes occidentaux l'amène progressivement vers l'abstraction lyrique, mais aussi vers l'art informel et l'art gestuel, dont il est l'un des plus célèbres représentant en France. « Ce sont pourtant, au sens propre, les maîtres occidentaux qui firent, pour Zao Wou-Ki, fleurir les roses de Chine. Il dit lui-même : « Picasso m'avait appris à dessiner comme Picasso, mais Cézanne m'avait appris à regarder la nature chinoise » »
D'abord orienté vers l'abstraction, influencé par Paul Klee, après avoir abandonné l'encre de Chine en 1945, il renoue plus tard avec cette technique à la suite de sa rencontre avec Henri Michaux, mais aussi pour des raisons personnelles qu'il développe dans un dialogue avec Françoise Marquet dans l'ouvrage Encres.

### Peintures
Ses toiles, pour la plupart de très grands formats à partir des années 1950, portent pour titre la date de leur achèvement, ou bien un titre faisant référence à un évènement connu : Piazza (1950), Musée d'Art moderne de Paris, ainsi titrée en souvenir de Venise, Vent (1954), en référence à un poème de Su Dungpo, Musée National d'Art Moderne, Centre Georges-Pompidou,, 
Foule noire (1955), Carnegie Museum of Art, Pittsburgh en référence à Lao She, Mistral (1957), en référence au poème de Claude Roy Les Chevaux de l'orage, musée Solomon R. Guggenheim, New York.
D'autres œuvres portent un titre dont on ne connaît pas l'origine comme Vent et poussière (1957), Fogg Art Museum, Harvard University, Massachusetts.
Toutefois la plupart des œuvres titrées autrement que par leur date d'achèvement sont des hommages à une personnalité : Hommage à Delacroix, 1953, Hommage à Chu-Yun, 5 mai 1955,. Le tableau est répertorié sous le titre Hommage à Qu Yuan dans le catalogue de l'exposition du Musée de Shanghai, Stèle pour un ami, 1956 ,, Hommage à Henri Michaux, 18.01.1963,, Hommage à Edgard Varèse, 1964 ,, En mémoire de May, 1972, en référence à sa deuxième épouse décédée,,, Hommage à René Char, 1973, Triptyque, hommage à André Malraux, 1976, À la mémoire de mon frère Wou-Wei, 1979 Triptyque, hommage à Monet, 1991,, Hommage à Henri Matisse, 2 février 1986,, Hommage à Henri Matisse II, 21 mai 1993,, Hommage à mon ami Jean-Paul Riopelle, 21 juin 2003, Hommage à Françoise, 2003.
Cette peinture, que l'on a beaucoup de mal à définir, Daniel Marchesseau en explique l'essence : « La couleur éclatante, comme ignée (qui a la qualité du feu) de sa gestuelle procède des cheminements de sa méditation, dans la solitude de l'atelier. L'artiste joue de la ductilité (souplesse) de ses pigments. Un flamboiement coloré, brutal parfois, profond toujours, anime sur la toile les nuances de sa palette (...) Toutes confèrent à l'œuvre une vibrante densité, vision autant que résurgence, secret autant qu'illumination ».

### Encres de Chine
Si l'artiste a exécuté ses premières encres de Chine en 1945, il a abandonné cette technique pendant vingt quatre ans. Il ne l'a reprise qu'en 1971-1972 au moment où sa seconde épouse May était malade et où il avait abandonné les grands formats. Il s'en explique à Françoise Marquet « En 1971, May était malade, je ne pouvais plus peindre. Je n'arrivais plus à me concentrer. D'ailleurs tu peux remarquer qu'entre 1971 et 1972 j'ai fait très peu de tableaux. Dans certains moments de grandes angoisses, il m'était plus facile de prendre un morceau de papier et un peu d'encre de Chine, et d'essayer de tracer (...) Mais il y a aussi un autre élément, c'était une préparation mentale à la peinture. Je ne fais jamais d'esquisse ».
Sa rencontre avec Henri Michaux est également déterminante. « Avant, quand on parlait de la peinture, c'était de la peinture peinte. Maintenant on a une nouvelle manière de s'exprimer : on a ajouté quelque chose qui vient de l'orient puisque c'est en même temps une écriture. Je pense bien sûr à Henri Michaux. Ses recherches ne sont pas celles de la peinture traditionnelle. C'est une peinture qui dépend  beaucoup plus de la façon d'écrire… ».
Il peint des lavis, de petits ou grands formats qui portent tous le titre Lavis suivi de l'année d'achèvement. Lavis 1975, 44 × 33,6 cm, Centre national d'art et de culture Georges-Pompidou, Lavis 1979, 109 × 105 cm, collection Galerie de France. De nombreux lavis de cette année-là font partie de la collection de la Galerie de France, de celle du Centre national d'art et de culture Georges-Pompidou, du Musée d'art moderne de la Ville de Paris.

### Livres illustrés

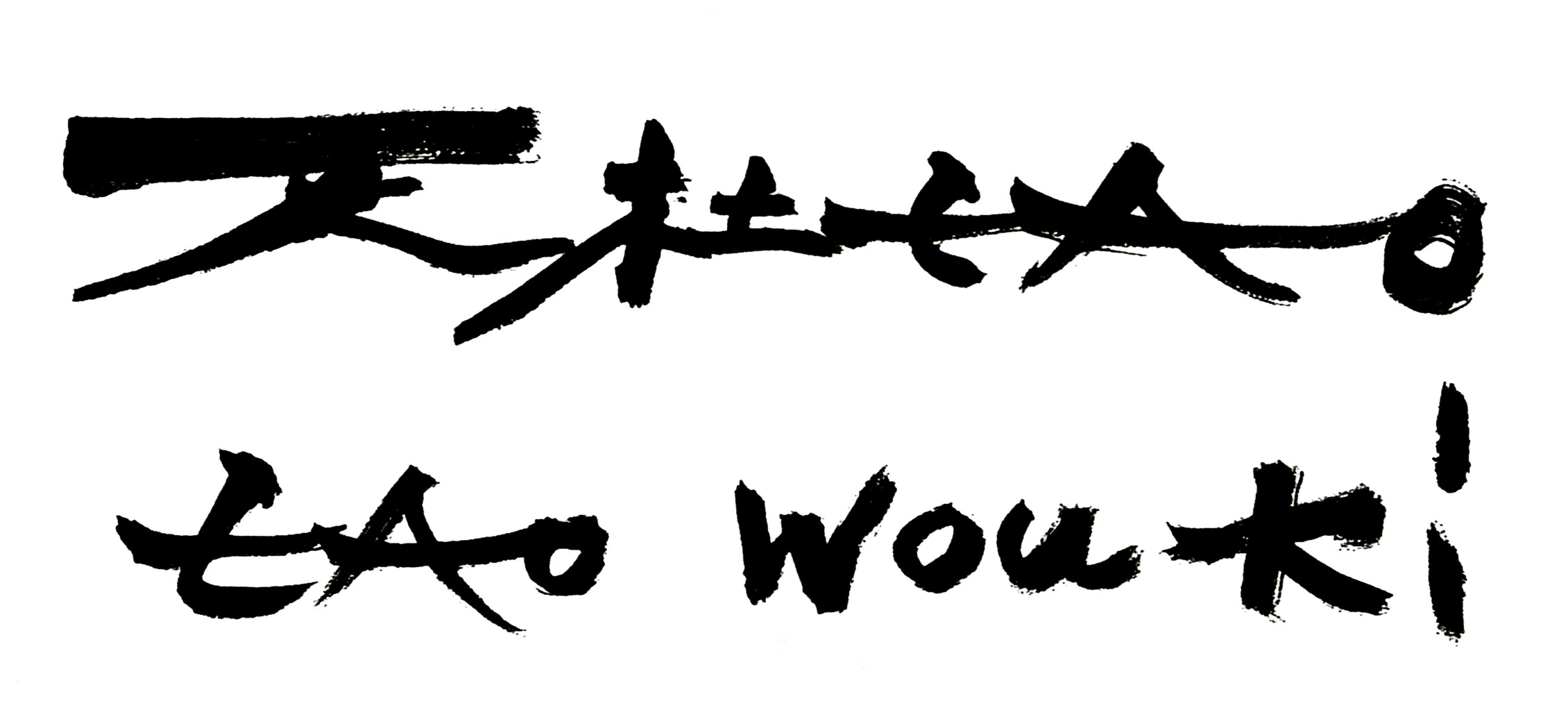
Signatures de Zao Wou-Ki (peinture).

En 1962, grâce à l'amitié d'André Malraux, Zao Wou-Ki réalise dix lithographies originales en couleurs pour la réédition de la première œuvre majeure du romancier, La Tentation de l'Occident. Ceci participe de son intérêt pour le travail avec le monde de l'édition, en particulier à travers le livre d'artiste ou le livre de bibliophilie et, plus généralement, la gravure, intérêt partagé par de nombreux artistes chinois de sa génération. Dominique de Villepin a publié à ce sujet "Zao Wou-Ki et les poètes" (Albin Michel) à l'occasion d'une exposition éponyme au musée d'art de Pully en 2015.
Ainsi, il a illustré de gravures et lithographies des livres de Henri Michaux (1950, 1981 et 1995), René Char (1957 et 1974), André Malraux (1962), Hubert juin (1962), Saint-John Perse (1965), Arthur Rimbaud (1966 et 1967), Michel Ragon (1968), Jocelyne François (1971), Ezra Pound (1972), Jean Lescure (1973), Jean Laude (1973 et 1974), Roger Laporte (1974), Roger Caillois (1974 et 1976), Léopold Sédar Senghor (1978), Philippe Jaccottet (1981), Loránd Gáspár (1981 et 1985), Pierre Lecuire (1982 et 1987), Yves Peyré (1988 et 1991), Ezéchiel Saad (1989), André Velter (1989), Kenneth White (1990), Jean Frémon (1991), Gibran Khalil Gibran (1992), Pierre Seghers (1992), Yves Bonnefoy (1993, 1994, et 1996 : traduction des 24 sonnets de Shakespeare publié aux éditions des Bibliophiles de France), Claude Roy (1993), François Cheng (1994).
Il a procédé à la sélection des Estampages de l'époque Han, parus en 1967, et en a rédigé la préface avec Claude Roy.

### Vitrail
À l'invitation du conseil général d'Indre-et-Loire, Zao Wou-Ki réalise en 2011 quatorze vitraux au prieuré de Saint-Cosme à La Riche pour le réfectoire des chanoines, sa seule réalisation dans l'art du vitrail connue dans toute sa carrière jusqu'en 2011.

### Sélection d'œuvres localisées

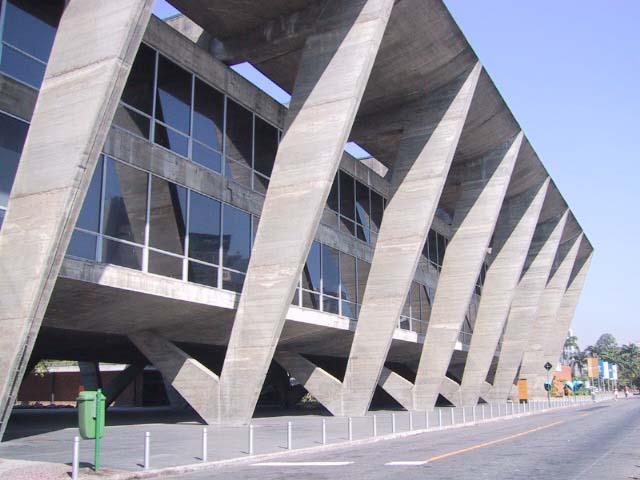
Musée d'art moderne de Rio de Janeiro.

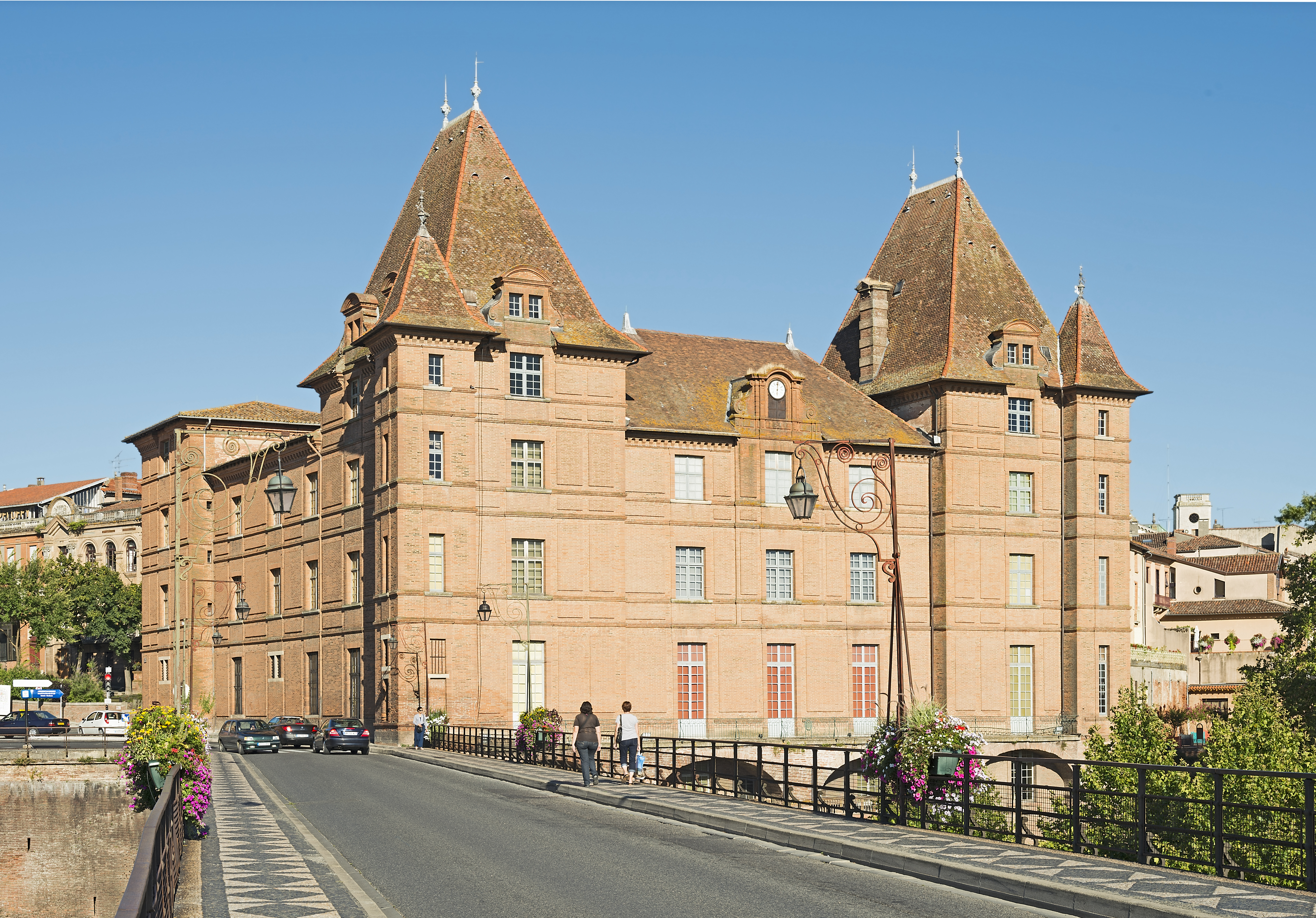
Musée Ingres, Montauban.

- Piazza (1950), hst[78], 146 × 97 cm, conservée au Musée d'Art moderne de Paris[46] et Centre national d'art et de culture Georges-Pompidou, Paris
- Entrée du fort (1953), hst, 130 × 162 cm Herbert F. Johnson Museum of Art, Ithaca, État de New York[79]
- Vent (1954), hst, 146 × 97 cm, Musée national d'Art moderne, Centre national d'art et de culture Georges-Pompidou[47],[80]
- Pavillon ensoleillé (1954-1955), hst, 162 × 130 cm, Museu de Arte Moderna do Rio de Janeiro, Rio de Janeiro[48]
- Foule noire (1955), hst, 116 × 89 cm, Carnegie Museum of Art, Pittsburgh[45]
- Mistral (1957), hst, 130 × 195 cm, Musée Solomon R. Guggenheim, New York[49]
- Vent et poussière (1957), hst, 200 × 162 cm, Fogg Art Museum, Cambridge (Massachusetts)[50]
- Peinture 1958 (1958), hst, 162 × 130 cm Hirshhorn Museum and Sculpture Garden, Smithsonian Institution, Washington[81]
- Composition 1958 (1958), hst, 130 × 162 cm Art Institute of Chicago, Chicago (Illinois)[82]
- L'Envers des paupières (1963), hst, 162 × 200 cm, musée Folkwang, Essen, (Allemagne)[83]
- 4.05.1964, 1964 (1964), hst, 200 × 260 cm, Centre national d'art et de culture Georges-Pompidou, Paris[84]
- 6.01.68, 1968 (1968), hst, 260 × 200 cm, Musée d'Art moderne de Paris[85]
- 9.11.71, 1971 (1971), hst, 200 × 162 cm, Consulat général de France, dépôt du Fonds national d'art contemporain, Hong Kong[86]
- En mémoire de May (1972), hst, 200 × 525 cm, en hommage à sa deuxième épouse décédée, Musée national d'Art moderne, Centre Pompidou, Paris[62],[63]
- 10.03.73,1973 (1973), hst, 200 × 162 cm, Musée national d'art moderne, Osaka, Japon
- 13.09.73,1973 (1973), hst, 200 × 162 cm, Musée Ingres, Montauban
- Triptyque, hommage à André Malraux, 1976, hst, 200 × 524 cm, Hakone Open Air Museum, Hakone Japon[65]
- 7.04.80,1980 (1980), hst, 162 × 130 cm, Ambassade de France à Pékin, dépôt du Fonds national d'art contemporain[87]
- 1.04.81,1981 (1981), hst, 260 × 225 cm, Musée national d'Art moderne, Centre national d'art et de culture Georges-Pompidou[88]
- 4.01.82,1982 (1982), hst, 130 × 162 cm, Compagnie française des pétroles[89]
- 20.03.84,1984, hst, 260 × 200 cm, FNAC[90]
- Avril-Septembre 87, 1987, hst, 280 × 400 cm, École normale supérieure de Lyon[91]
- Mai-Août 90, 1990, hst, 260 × 200 cm, musée des beaux-arts de Kaohsiung, Taïwan[92]
- 30.06.92,1992, hst, 162 × 130 cm, musée des beaux-arts de Taipei[93]
- 1.04.93,1993, hst, 162 × 130 cm, Fundacio Cultural Televisa, Mexico[94]

Outre les lieux cités dans la liste ci-dessus, on peut encore voir des œuvres de Zao Wou-Ki : 
- Autriche, à Vienne, à la Graphische Sammlung de l'Albertina, Vienne
- Belgique, à la Bibliothèque royale Albert Ier de Belgique, Bruxelles, au musée royal d'art moderne à Bruxelles, dans les musées royaux des beaux-arts (Bruxelles), et à la Fondation Veranneman de Kruishoutem
- Canada, au musée des beaux-arts de Montréal, Musée national des beaux-arts du Québec[95]
- Chine, à la Zhejiang Academy of Fine Arts, Hangzhou[96]
- Espagne, à la Fondation Joan-Miró (Barcelone), au musée Thyssen-Bornemisza, Madrid
- États-Unis, à l'Art Institute of Chicago - au Cincinnati Art Museum - au Wadsworth Atheneum, Hartford (Connecticut) - au Museum of Fine Arts (Houston)) - au Colby College Museum of Art, Waterville (Maine) - au Walker Art Center, Minneapolis - au Finch College de New York - au Virginia Museum of Fine Arts, université de Virginie, Richmond - au musée d'Art asiatique de San Francisco dans la Avery Brundage Collection
- Finlande, à l'Ateneum de Helsinki
- France, à la Fondation Van Gogh, Arles, au musée Bertrand, Châteauroux, au musée Unterlinden, Colmar, au musée des beaux-arts du Havre, au musée d'art et d'histoire de Metz, au musée des Beaux-Arts d'Orléans, au musée de la céramique de Sèvres, au musée des beaux-arts et d'histoire naturelle de Valence[97]
- Grande-Bretagne, au Victoria and Albert Museum, Londres, à la Tate Gallery Londres, et la Tate Gallery de Liverpool
- Hong Kong : Hong Kong Museum of Fine Arts
- Indonésie : National museum de Jakarta
- Israël, au Tel-Aviv Museum of art
- Italie, à la Galleria Civica d'Arte Moderna de Gênes, Galleria Civica d'Arte Moderna à Milan
- Japon, au Fukuoka Museum of Art (Fukuoka) - Iwaki City Art Museum, Fukushima - Fuji Museum of art, Tokyo, Nagaoka contemporary museum of art (Nagaoka)
- Macédoine, Musée d'Art contemporain de Skopje[98]
- Mexique : Centro Cultural Arte Contemporaneo (Mexico), musée d'art moderne, Museo Tamayo Arte Contemporáneo, Mexico
- Portugal : Museu Nacional de Arte moderna, Porto
- Singapour : Raffles City
- Suisse au Musée d'art et d'histoire, Fondation Gérald Cramer (Genève) - Pinacoteca comunale Casa Rusca, collection Nesto Jacometti, Locarno
- Yougoslavie-Macédoine : musée d'art contemporain, Skopje[99] Musée Laurier, Victoriaville Canada.

### Expositions depuis 1987
- 1987:
  - Carte Segrete 53, Serafini Editore, Velemir Chlebnikov, Zangezi, dans le même numèro deux « expo-livre » Mario Coppola Adventum, Zao Wou-Ki Il Pittore Di Due Mondi
- 1995-1996 : Kaohsiung (Taïwan), Museum of Fine Arts & Hong Kong Museum of Modern Art, « Zao Wou-Ki - A Retrospective »
- 1998 :
  - Madrid, ARCO (Feria Internacional de Arte Contemporáneo) 98, Galerie Thessa Herold : « Zao Wou-Ki, peintures et encres de Chine »
  - Angers, Musée des Beaux-Arts d'Angers, « Rétrospective de l'œuvre peint et encres de Chine de 1979 à 1995 »
  - Shanghai, Musée des beaux arts, première exposition itinérante majeure en Chine : « Rétrospective Zao Wou-Ki, 60 ans de peintures ». L'exposition a ensuite été montrée au Palais des Beaux-Arts de Beijing (Pékin), puis au musée d'art moderne de Ghangzhou (Canton)
- 1999 : Royan, Centre d'arts plastiques, Voûtes du Port, « Zao Wou-Ki, les 20 dernières années de peinture »
- 2000 :
  - Tokyo, Fuji Television Gallery
  - Paris, galerie Marwan Hoss, « Encres récentes », texte de Philippe Dagen
  - Paris, Petit Palais, ensemble de peintures récentes dans le cadre de l’exposition « Chine, la gloire des empereurs »
- 2001 :
  - Valence (Espagne), IVAM, Centro Julio Gonzalez, rétrospective
  - Valence, Institut français, Ambassade de France, exposition d'encres de Chine
  - Bruxelles (Belgique), musée d’Ixelles, rétrospective
  - Barcelone, Institut français, « Zao Wou-Ki, encres récentes »
- 2002 :
  - Paris, galerie Kamel Mennour, « Signe(s) », « Regard croisé sur des encres de Henri Michaux et Zao Wou-Ki »
  - Chenonceau, « Zao Wou-Ki, Rêve de nature, huiles et encres de Chine des vingt dernières années »
- 2003 :
  - Helsinki, Taidehalli, rétrospective
  - New-York, Marlborough Gallery
  - Paris, Galerie du Jeu de Paume, rétrospective
- 2004 : Montpellier, Musée Fabre, Rétrospective[100]
- 2006 : Paris, musée du Luxembourg, exposition collective[101] « L'envolée lyrique, Paris 1945-1956 »
- 2007 : Nemours, Château-Musée, « Zao Wou-Ki »
- 2008 :
  - Paris, Bibliothèque nationale de France puis Suzhou (Chine), Suzhou Museum, « Rétrospective de l'œuvre gravé »
  - Issoudun, musée de l'Hospice Saint-Roch
  - Québec, Musée national des beaux-arts du Québec, « Hommage à Riopelle et peintures récentes »
- 2009 : La Hulpe (Belgique), Fondation Folon, « Aquarelles et encres de Chine sur papier »
- 2010 :
  - La Riche, Prieuré de Saint-Cosme, « Zao Wou-Ki et les arts appliqués »
  - Lisbonne (Portugal), fondation Árpád Szenes - Vieira da Silva, « Rétrospective »
- 2012 : Rouen, musée des beaux-arts, « Zao Wou-Ki, Le printemps du pinceau »
- 2013 : Locarno, Pinacoteca Comunale, « Zao Wou-Ki (1920-2013) Retrospettiva »
- 2015 : Pully (Suisse), musée d'art, « Zao Wou-Ki, la lumière et le souffle »
- 2015-2016 : Martigny (Suisse), fondation Pierre Gianadda, « Zao Wou-Ki »
- 2018 : Paris, musée d'Art moderne de Paris, « L'espace est silence »[102]
- 2021 : Aix-en-Provence, Hôtel de Caumont, « Zao Wou-Ki, Il ne fait jamais nuit »[103]

## Hommage
Le compositeur Gilles Racot, compose une pièce en 1991, Subgestuel, ou Hommage à l'œuvre du peintre Zao Wou-Ki, pour six percussionnistes et bande, où « les percussions deviennent des pinceaux, des brosses ».

## Décorations
- Grand officier de la Légion d'honneur
- Commandeur de l'ordre national du Mérite
- Officier de l'ordre des Arts et des Lettres